# Ivahn Marie-Josée
Ivahn Marie-Josée (sinh ngày 4 tháng 11 năm 1978) là một cầu thủ bóng đá người Mauritius hiện tại thi đấu cho AS de Vacoas-Phoenix ở Giải bóng đá ngoại hạng Mauritius và cho Đội tuyển bóng đá quốc gia Mauritius ở vị trí thủ môn. Anh nằm trong đội tuyển quốc gia Mauritius trong Trò chơi điện tử Giải vô địch bóng đá thế giới 2010 chính thức.